# 帕特里克·斯特普托
帕特里克·克里斯托弗·斯特普托（英语：Patrick Christopher Steptoe，1913年6月9日—1988年3月21日），英国医生，體外人工受精技术的先驱之一。曾是罗伯特·G·爱德华兹的亲密合作者，二者合作成就了人类历史上第一个试管婴儿。罗伯特·G·爱德华兹于2010年荣获诺贝尔生理学或医学奖。然而诺贝尔奖不颁发给已去世的人，因此斯特普托未能获得追授。1913年6月9日，出生于英格兰牛津。本科就读于伦敦大学国王学院。在聖喬治學院取得医学博士学位。曾与罗伯特·G·爱德华兹一起合作，发展了人体医学的体外受精（IVF）技术。1978年7月25日，人类历史上第一例试管婴儿露薏絲·布朗在伦敦诞生。斯特普托和爱德华兹共同创建了著名的波恩诊所（Bourn Hall Clinic），是第一所人体体外受精科学和临床研究所。